# 前橋テレビ放送所
前橋テレビ放送所（まえばしテレビほうそうじょ）は群馬県渋川市伊香保町の二ツ岳山頂に所在するテレビジョン放送の送信所・中継局である。尚、前橋デジタルテレビジョン放送所と同地に置局されている在群FM局の榛名中継局（はるなちゅうけいきょく）についても併せて記述する。

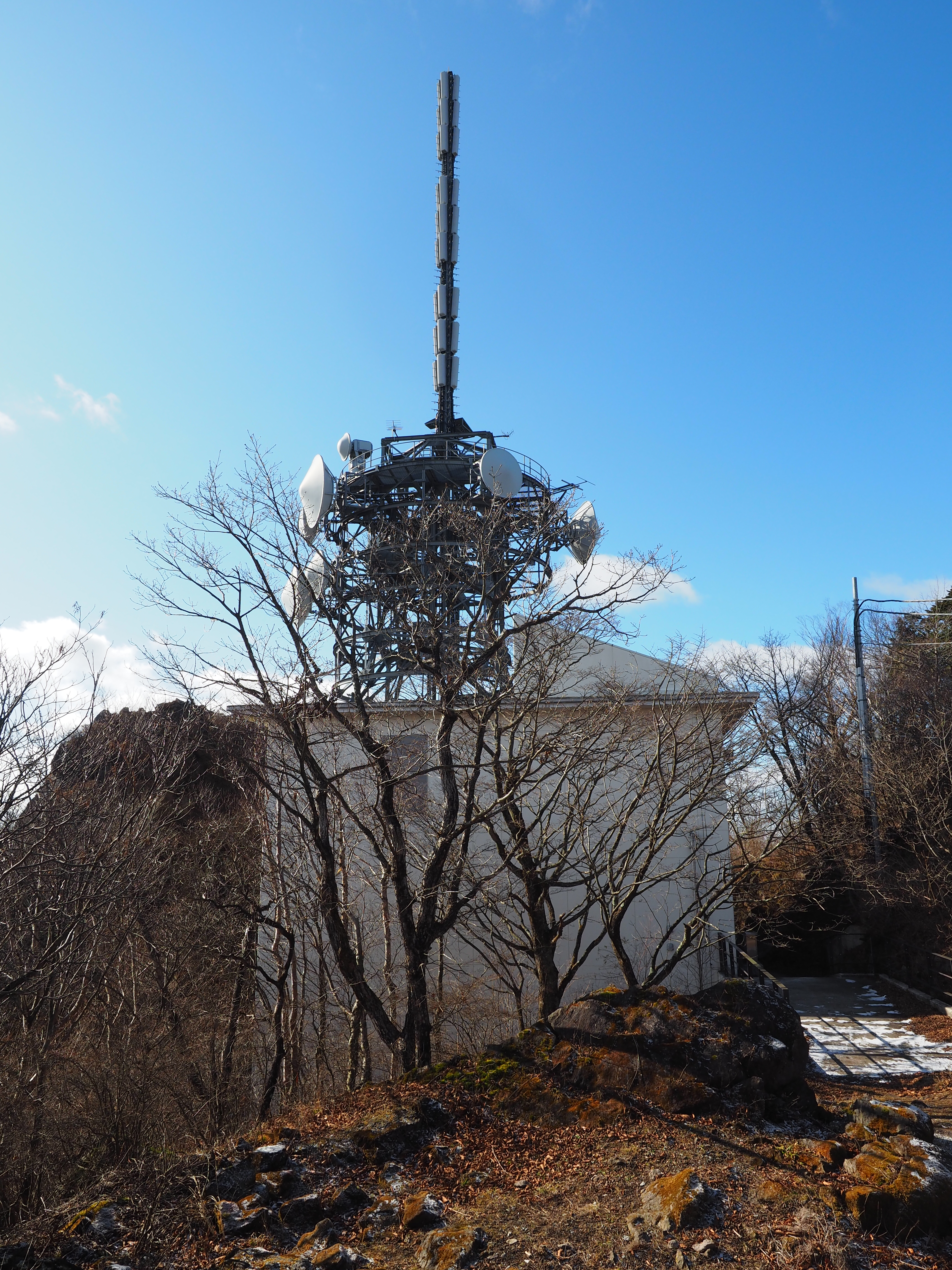
前橋テレビ放送所(榛名山二ツ岳雄岳山頂)

## 概要
- 当放送所は群馬県域局であるNHK前橋放送局、群馬テレビの前橋送信所と関東広域圏を放送対象地域とする民放キー局の前橋中継局からなり[3]、群馬県の広い範囲[3]及び埼玉県北部地域[4][3]と埼玉県利根地域[5][3]の一部に電波を発射している。
- FMラジオ放送の親局は、こことは別の牛伏山に置かれている。そのため、同局からの電波が届きにくい地域向けに高崎榛名中継局が置かれた。
- NHK総合は従来は東京局の中継局であったが、2012年4月1日より県域放送を開始した[6]。

## 所在地
群馬県渋川市伊香保町伊香保999番地3（群馬テレビ）

## 送信施設概要

### デジタルテレビジョン放送
- NHK前橋総合と群馬テレビは親局、その他は中継局である。

| ID | 放送局名       | コールサイン | 物理 チャンネル | 空中線電力 | 実効輻射電力 | 放送対象地域 | 放送区域 内世帯数 | 開局日        |
| -- | -------------- | ------------ | --------------- | ---------- | ------------ | ------------ | ----------------- | ------------- |
| 1  | NHK 前橋総合   | JOTP-DTV     | 37              | 100W       | 620W         | 群馬県       | 約76万1000世帯    | 2005年12月1日 |
| 2  | NHK 東京教育   | （中継局）   | 39              | 100W       | 620W         | 全国放送     | 約76万1000世帯    | 2005年12月1日 |
| 3  | GTV 群馬テレビ | JOML-DTV     | 19              | 112W       | 740W         | 群馬県       | 約76万1000世帯    | 2006年9月1日  |
| 4  | NTV 日本テレビ | （中継局）   | 33              | 100W       | 590W         | 関東広域圏   | 約76万1000世帯    | 2005年12月1日 |
| 5  | EX テレビ朝日  | （中継局）   | 43              | 100W       | 590W         | 関東広域圏   | 約76万1000世帯    | 2005年12月1日 |
| 6  | TBS TBSテレビ  | （中継局）   | 36              | 100W       | 590W         | 関東広域圏   | 約76万1000世帯    | 2005年12月1日 |
| 7  | TX テレビ東京  | （中継局）   | 45              | 100W       | 590W         | 関東広域圏   | 約76万1000世帯    | 2005年12月1日 |
| 8  | CX フジテレビ  | （中継局）   | 42              | 100W       | 590W         | 関東広域圏   | 約76万1000世帯    | 2005年12月1日 |

### 廃止された放送局
| リモコンキーID | 放送局名 | コールサイン | チャンネル | 空中線電力 | 実効輻射電力 | 放送対象地域                    | 開局日        | 放送終了日    |
| -------------- | -------- | ------------ | ---------- | ---------- | ------------ | ------------------------------- | ------------- | ------------- |
| 12             | 放送大学 | （中継局）   | 28         | 100W       | 650W         | 関東広域圏 （授業実施予定地域） | 2006年12月1日 | 2018年9月30日 |

### アナログテレビジョン放送
※全局2011年7月24日に廃止、地上デジタルテレビジョン放送へ移行。
| 放送局名       | コールサイン等 | チャンネル | 空中線電力       | 実効輻射電力 | 放送対象地域                    | 放送区域内世帯数 | 開局日        |
| -------------- | -------------- | ---------- | ---------------- | ------------ | ------------------------------- | ---------------- | ------------- |
| 放送大学       | 前橋中継局     | 40         | 映像1kW 音声250W | 映像7.9kW    | 関東広域圏 （授業実施予定地域） | 72万923世帯      | 1985年1月1日  |
| GTV 群馬テレビ | JOML-TV        | 48         | 映像1kW 音声250W | 映像8.9kW    | 群馬県                          | 72万923世帯      | 1971年4月16日 |
| NHK 東京教育   | 前橋中継局     | 50         | 映像100W 音声25W | 映像1.15kW   | 全国放送                        | 39万1014世帯     | 1965年10月5日 |
| NHK 東京総合   | 前橋中継局     | 52         | 映像100W 音声25W | 映像1.15kW   | 関東広域圏                      | 39万1014世帯     | 1965年10月5日 |
| NTV 日本テレビ | 前橋中継局     | 54         | 映像100W 音声25W | 映像1.05kW   | 関東広域圏                      | 45万688世帯      | 1965年10月5日 |
| TBS TBSテレビ  | 前橋中継局     | 56         | 映像100W 音声25W | 映像1.05kW   | 関東広域圏                      | 45万688世帯      | 1965年10月5日 |
| CX フジテレビ  | 前橋中継局     | 58         | 映像100W 音声25W | 映像1.05kW   | 関東広域圏                      | 45万688世帯      | 1965年10月5日 |
| EX テレビ朝日  | 前橋中継局     | 60         | 映像100W 音声25W | 映像1.05kW   | 関東広域圏                      | 45万688世帯      | 1965年10月5日 |
| TX テレビ東京  | 前橋中継局     | 62         | 映像100W 音声25W | 映像1.05kW   | 関東広域圏                      | 45万688世帯      | 1965年10月5日 |

### FMラジオ放送（榛名中継局）
| 放送局名         | 周波数 （MHz） | 空中線電力 | 実効輻射電力 | 放送対象地域 | 放送区域内世帯数 |
| ---------------- | -------------- | ---------- | ------------ | ------------ | ---------------- |
| NHK 前橋FM       | 80.5           | 50W        | 170W         | 群馬県       | -                |
| FMG エフエム群馬 | 82.2           | 50W        | 170W         | 群馬県       | -                |

## 放送停波事故
群馬県は昔から雷の害に悩まされており送信所が落雷被害に遭い、放送できなくなる事例が少なくない。
- 1997年5月20日17時45分頃に当放送所付近に落雷があり、全テレビ放送およびNHK-FM榛名局が停波する放送事故が発生した（群馬テレビは自家発電で送信が続けられたが十数分後に停波）。この時、前橋局を経由していた群馬県内の各中継局も停波してしまったため（桐生、沼田局などは放送が続けられた）復旧するまでの75分間で約53万世帯に影響があった。10波以上の中継局が1時間以上も停波した放送事故は阪神・淡路大震災以来のことであった[30]。
- 1999年5月29日19時53分頃から21時45分まで、東京民放5社のテレビ放送が落雷の影響で停波した[31]。